# Gustave Geffroy

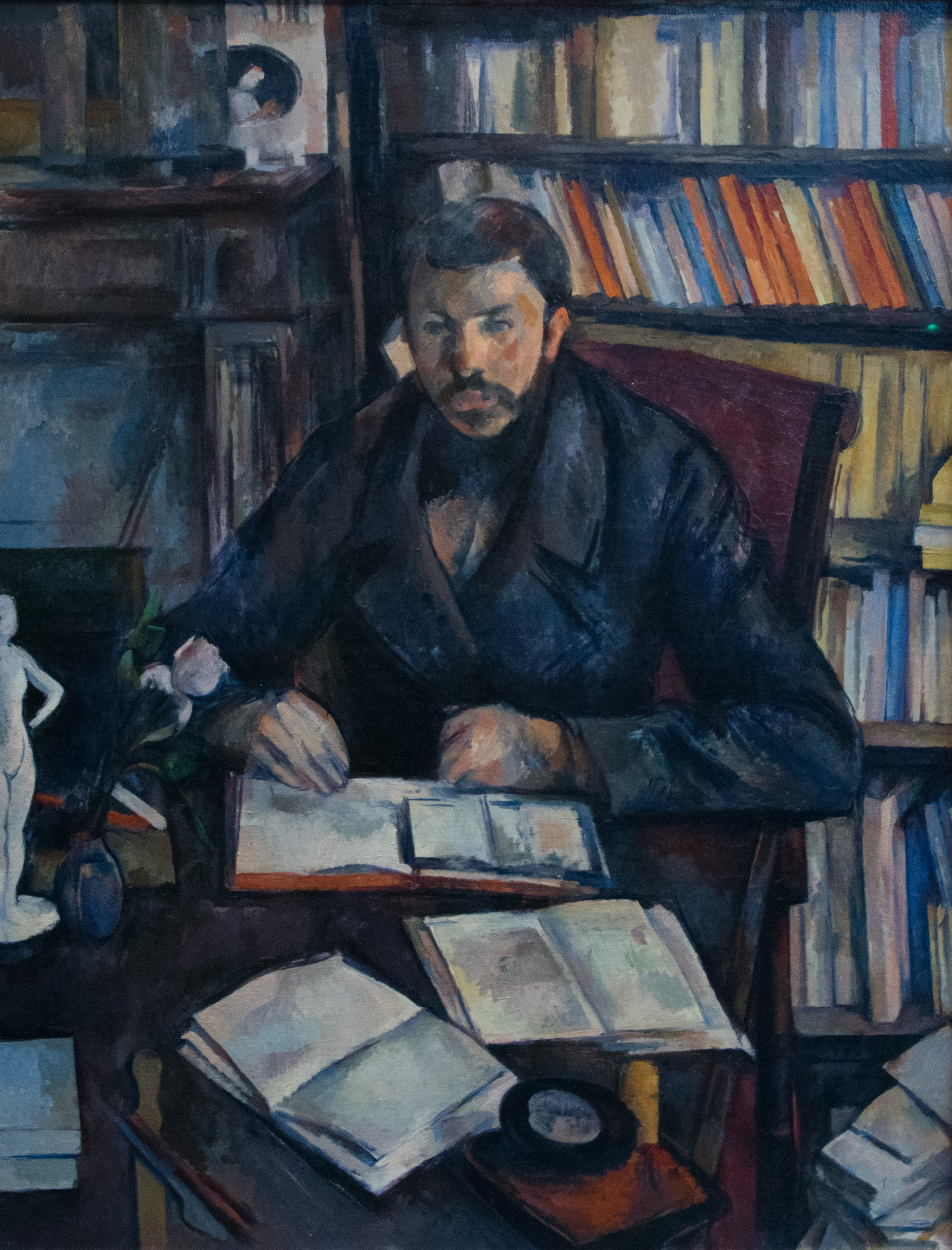
Paul Cézanne, Retrato de Gustave Geffroy, 1895. Óleo sobre lienzo, 110 × 89 cm. Musée d'Orsay, Paris

Marie Adolphe Charles Gustave Geffroy (París, 1 de junio de 1855 – Ibidem, 4 de abril de 1926) fue crítico de arte, historiador, novelista y uno de los diez miembros fundadores de la Académie Goncourt en 1900.
Geffroy fue uno de los primeros historiadores del movimiento artístico impresionista y el primer biógrafo de Claude Monet, al que conoció en 1886 en Belle-Île-en-Mer, durante una viaje de investigación a la cárcel de Napoleón III. A través de Monet, se relacionó con varios pintores impresionistas y con Paul Cézanne, del que hizo críticas elogiosas cuando era muy poco tenido en cuenta. En agradecimiento, Cézanne pintó Retrato de Gustave Geffroy, que se encuentra en el Musée d'Orsay.

## Vida
Los padres de Geffroy se mudaron a París, provenientes de Morlaix, cuando él tenía un año. De 1868 a 1870 asistió al Collège Chaptal, abandonando sus estudios después de la muerte de su padre. El interés de Geffroy por el arte provino de su relación con el poeta simbolista Louis-Nicolás Ménard, con el que crearían la revista Paris-Revue.
En 1890, Geffroy comenzó a colaborar en la revista La Justice, de Georges Clemenceau, del que se hizo amigo cercano y que lo nombró director de Manufactura de los Gobelinos, en 1908, un puesto que mantuvo hasta su muerte. En esa época, había hecho amistad con Edmond de Goncourt, un estudioso del Naturalismo literario. En el salón literario de Goncourt, conoció a varios escritores, especialmente, a  Émile Zola.
Durante su trabajo en La Justice, conoció a Rodin  y a la escultora Camille Claudel y en 1900, junto a nueve amigos, fundó la Academia Goncourt.
En 1892, publicó el primer volumen de Histoire de l’impressionnisme, que completó en 1903 con el nombre de La Vie artistique.
Una calle en el distrito XIII de París, cerca de la Manufactura de los Gobelino, lleva su nombre.

## Principales Obras
Novelas
- Le Cœur et l'esprit (1894)
- L'apprentie (1904)
- Hermine Gilquin (1907)
- La Comédie bourgeoise (1922)
- Cécile Pommier. (1) L'Éducation spirituelle (2) La Lutte des classes (2 volúmenes, 1923)

Bellas Artes
- Bernard Palissy (1881)
- Le Statuaire Rodin (1889)
- La Vie artistique (8 volumes, 1892–1903)
- Rubens (1902)
- Les Musées d'Europe (11 volumes, 1906–1908)
- Claude Monet (1920)
- René Lalique (1922)
- Sisley (1923)
- Prefacio a Auguste Brouet: catalogue de son œuvre gravé (2 volúmenes, 1923),un catálogo de los grabados de Auguste Brouet.
- Charles Meryon (1926)
- Corot
- Daumier

Historia
- L'Enfermé (1897)
- La Bretagne (1905)
- Clemenceau (1918)
- Constantin Guys, l'historien du Second Empire (1920)

Otros
- Notes d'un journaliste: vie, littérature, théâtre (1887)
- Pays d'Ouest (1897)
- Les Minutes parisiennes, 2 heures. La Cité et l'île Saint-Louis (1899)
- L'Apprentie, drama histórico en 4 actos, París, Théâtre de l'Odéon, (1908)
- Les Bateaux de París (1903)
- Les Minutes parisiennes. 7 heures. Belleville (1903)
- Images du jour et de la nuit (1924)